# آرین مریدی
یک جوان ۲۲ ساله به نام آرین مریدی در جریان اعتراضات مردمی ثلاث‌باباجانی به شلیک مستقیم نیروهای حکومتی به قتل رسید.

## کشته شدن
هفدهم مهرماه، «آریان مریدی»، معترض ۱۹ ساله‌ای که داشت برای کنکور درس می‌خواند، از ناحیه شانه چپ، مورد اصابت گلوله سرکوب‌گران قرار گرفت. گلوله از شانه چپش وارد و از شانه راست او خارج شد و بعد از چند ساعت جدال با مرگ، این نوجوان جان باخت. این نوجوان پس از انتقال به بیمارستان جوانرود به دلیل وخامت وضعیت جسمانی به کرمانشاه منتقل شده و ساعات اولیه بامداد روز گذشته جانش را از دست داد.

## خاکسپاری
مراسم خاکسپاری آرین مریدی روز گذشته در روستای زادگاهش قلقله برگزار شد.
منبع تصریح کرد، بدنبال اعتراضات شامگاه یکشنبه ۱۷ مهرماه دست کم ۵۰ نفر از معترضین توسط نیروهای امنیتی و نظامی بازداشت شده‌اند.